# Lophuromys rahmi
Lophuromys rahmi là một loài động vật có vú trong họ Chuột, bộ Gặm nhấm. Loài này được Verheyen mô tả năm 1964.